# Te souviens-tu de Dolly Bell ?
Pour plus de détails, voir Fiche technique et Distribution.
Te souviens-tu de Dolly Bell? (en serbo-croate Sjećaš li se Doli Bel) est un film yougoslave réalisé par Emir Kusturica, sorti en 1981.

## Synopsis
Les années soixante à Sarajevo (Yougoslavie). Dino, jeune adolescent des mornes banlieues, égaye sa vie un peu grise par des soirées au cinéma qui dévoile un Occident plein de tentations, des séances d'hypnotismes dans son pigeonnier, et la musique, le rock qui lui fait oublier tout le reste. Alors paraît Dolly Bell, pulpeuse stripteaseuse qui lui fait connaître ses premiers et plus profonds émois.

## Fiche technique
- Titre : Te souviens-tu de Dolly Bell ?
- Titre original : Sjećaš li se Doli Bel
- Réalisation : Emir Kusturica
- Scénario : Emir Kusturica et Abdulah Sidran
- Musique : Zoran Simjanović
- Photographie : Vilko Filač
- Montage : Senija Ticic
- Dates de sortie :
  - Italie : 2 septembre 1981 (Mostra de Venise)

## Distribution
- Slavko Štimac : Dino
- Slobodan Aligrudic : le père
- Mira Banjac : la mère
- Ljiljana Blagojevic : Dolly Bell
- Pavle Vujisić : l'oncle

## Autour du film
Ce film a été initialement tourné pour la télévision yougoslave. Il s'agit du premier film où les acteurs ne parlent pas le serbo-croate officiel, mais plutôt la « langue du peuple », celle de Sarajevo.
Le nom de Dolly Bell fait allusion à une stripteaseuse du Crazy Horse dans le film Nuits d'Europe (1959) du réalisateur italien Alessandro Blasetti. On la voit aussi dans les films Gala de Jean-Daniel Pollet et Les Bonnes Femmes de Claude Chabrol.
Emir Kusturica était à l'armée au moment du festival de Venise où il a été présenté pour la première fois. Ses supérieurs militaires lui ont accordé une permission spéciale de 24 heures pour quitter la Yougoslavie afin de recevoir son prix à Venise.

## Distinctions
- Mostra de Venise 1981 :
  - Lion d'or de la première œuvre
  - Prix de la Fédération internationale de la presse cinématographique (FIPRESCI)
- Festival international du film de São Paulo 1982 : Prix de la critique